# Delias mesoblema
Delias mesoblema é uma borboleta da família Pieridae. Foi descrita por Karl Jordan em 1912. É encontrada na região indo-malaia, onde só foi registrada do Monte Golias, em Irian Jaya.
A envergadura é de cerca de 44 a 48 milímetros. As asas anteriores dos machos têm uma área branca, que geralmente é estendida bem além do final da célula. A sua borda externa é bem definida e formada como em Delias iltis, mas sem nenhum ângulo. Nas fêmeas, a área branca é reduzida e às vezes tingida de amarelo.